# Homestuck
Homestuck (укр. Гомстак, або Хоумстак, дослівно — «Застряг удома») — четвертий вебкомікс із серії MS Paint Adventures, створеної Ендрю Гассі. Це квест, оформлений у жанрі інтерактивна література. Публікація почалася 13 квітня 2009. Комікс має широку аудиторію по всьому світу та велику кількість фанатів. 13 квітня 2016 року було викладено сьомий акт, який завершує історію.

## Стиль і розробка
На створення Гомстака Ендрю Гассі надихнули такі культові відеоігри, як The Sims та EarthBound. Як і в попередньому коміксі Гассі «Problem Sleuth», Гомстак містить багато подорожей у часі, містики, існує складний вигаданий всесвіт та часті посилання на поп-культуру та попередні комікси. Але, на відміну від інших робіт, у Homestuck обігруються елементи сучасного суспільства, такі як онлайн-ігри та кіберкультура, тоді як Пошуки барда та Problem Sleuth мали історичний характер. Крім цього, важливою частиною Гомстаку є складні Flash-анімації та ігри, багато з яких супроводжуються оригінальною музикою. Це є кроком уперед у порівнянні із попередніми коміксами, у яких використовувалися тільки GIF-анімації.
Спочатку комікс будувався на принципах інтерактивності: майже на кожній сторінці читачу давалася можливість зробити вибір наступної дії. Але коли у 2010 році аудиторія Homestuck значно виросла, Гассі відмовився від цього методу, назвавши його «надто громіздким і таким, що заважає створювати зв'язну історію». Втім, навіть зараз Гассі періодично відвідує фан-блоґи та форуми в пошуках нових ідей.

## Сюжет

Хронологія перших 5 актів Homestuck

На свій 13-й день народження хлопчик на ім'я Джон Еґберт отримує нещодавно випущену гру під назвою SBURB BETA. Працюючи у парі зі своєю подругою Роуз Лалонд, він з'ясовує, що гра дозволяє маніпулювати реальним світом.
Метеоритний дощ починає руйнувати світ, проте гра дає їм можливість уникнути загибелі: Джон і Роуз разом зі своїми друзями Дейвом Страйдером та Джейд Гарлі спільно працюють, щоб уникнути апокаліпсиса та перейти в інший вимір — Стратосферу. Стратосфера — це світ «королівств, що воюють на безмежних просторах». Сили Проспіта та Дерса борються за панування у світі Скаї у його центрі — шаховому полі битви. Діти отримують своїх гідів — духів під назвою Протоспрайти, які пояснюють їм закони цього світу та правила гри.
Джон, Роуз, Дейв і Джейд поволі вивчають свої ролі: Спадкоємець Подиху, Провидиця Світла, Лицар Часу та Відьма Простору. Кожен із них повинен здійснити свою подорож і налагодити стосунки зі своїми опікунами. Діти дізнаються, що їм необхідно дійти сім брам, досягнути Скаї, зупинити Чорного Короля та Чорну Королеву, не давши їм знищити Скаю. Ская виграє трохи часу для дітей, створюючи захисні портали, які перенаправляють метеорити в інше місце у Просторі Парадоксів — на Землю. Деякі із цих метеоритів відправлені на Землю, щоб «посіяти» лабораторії, інші несуть вигнанців (колишніх мешканців двох королівств) у 2422 рік, щоб вони могли допомогти дітям з їхньою пригодою, треті створюють у світі аномалії на кшталт жаб'ячого храму.
Згодом з'ясовується ще одна річ: Джон досягає лабораторії, що знаходиться на зовнішньому астероїдному кільці Стратосфери, знаходить таємничий ектобіологічний механізм та випадково сприяє створенню самих дітей та їхніх опікунів. Усі вони були відправлені назад у минуле, що й дало початок ланцюгу подій.
Незважаючи на величезну кількість подорожей у часі, несподіваних сюжетних ходів та сюрреалістичну атмосферу, сюжет є цілком зв'язним та не має логічних дір, які не були б згодом пояснені.

## Персонажі
Спілкування персонажів відбувається через інтернет. Кожен із них має свою неповторну манеру письма (квірки): реєстр тексту, наявність помилок, великих чи подвоєних літер, заміна букв на цифри, колір шрифту і тому подібне. Це відіграє у коміксі важливу роль, тому що провідне місце у ньому займають листування в чаті. Ніки персонажів пов'язані з назвами азотистих основ ДНК та РНК: гуаніном, аденіном, тиміном і цитозином у дітей та тролів, а також із урацилом у Херувимів.

### Діти
Діти — це четверо головних героїв історії, а далі і вісім. Вони мають різні характери, інтереси, цілі та мотивацію. У кожного із них є свої плюси та мінуси, кожен із них має свою роль у грі. Далі вказано їхні імена, ніки у чаті «Дістань кореша» («Pesterchum») та характери.
Бета-діти, з яких починається історія:
1. Джон Еґберт (англ. John Egbert, ghostlyTrickster, ectoBiologist) — примарнийЖартівник, ЕктоБіолог. Джон — прямолінійна дитина з тягою до безневинних витівок. Він, як правило, дещо розсіяний і часто приймає поспішні та необдумані рішення, але дуже піклується про своїх друзів і готовий завжди прийти на допомогу. У грі показав себе хорошим лідером, другом і винахідливим алхіміком. Лідер бета-сесії.
2. Дейв Страйдер (англ. Dave Strider, turntechGodhead) — вініловийДеміург. Дейв сприймає усе з точки зору крутості та іронічності. Все, що він будь-коли робив або зробить, ґрунтується на цьому. Таким же чином він захищає себе від будь-яких неприємних йому речей, називаючи їх іронічними.
3. Роуз Лалонд (англ. Rose Lalonde, tentacleTherapist) — тентаклеТерапевт. Роуз дуже педантична і любить довго та ґрунтовно критикувати своїх опонентів. Вона надає перевагу приховувати свої справжні думки за словесною завісою, але час від часу почуття беруть гору, що зазвичай має непередбачувані наслідки. У грі вона приймає відчайдушні рішення, вигадує плани, що лякають інших гравців, та довіряє зацікавленим джерелам інформації.
4. Джейд Гарлі (англ. Jade Harley, gardenGnostic) — садоЗнавиця. Джейд безтурботна. Вона завжди підтримує та підбадьорює друзів, проте іноді може вийти із себе. Крім того, вона часто діє, піддавшись пориву, та легко піддається впливу інших. У грі себе проявила трудолюбивою та готовою на все заради поставленої мети.

Існує також друга пачка дітей (альфа-діти):
1. Джейн Крокер (англ. Jane Crocker, gustyGumshoe) — мужнійСищик. Джейн скептична щодо багатьох речей, проте в цілому добра та оптимістична. Вона може не до кінця вірити своїм друзям, але завжди готова довести, що вірить у них.
2. Дірк Страйдер (англ. Dirk Strider, timaeusTestified) — тімейГоворить. Дірк досить сміливий, чесний хлопець. Подібно до свого брата — Дейва із бета-сесії, він усе піддає іронії, проте не приховує, що під іронією в його діях завжди ховаються щирі почуття.
3. Роксі Лалонд (англ. Roxy Lalonde, tipsyGnostalgic) — п'янийМудрець. Роксі показала себе розумною, але необережною у прийнятті рішень.
4. Джейк Інглиш (англ. Jake English, golgothasTerror) — жахГолгофи. Джейк — готовий до пригод у будь-який момент, сміливий та чуйний. Він дещо прямолінійний, довірливий та простуватий, як Джон, і добрий, як Джейд.

### Тролі
Тролі у Homestuck відрізняються від звичайних. Всього їх 12, і кожному із них відповідає знак зодіаку, який намальований на їхньому одязі. Також, їхні імена і прізвища містять по шість букв в оригінальному англійському написанні. Головними зовнішніми особливостями тролів є роги кольорів candy corn, золоті склери очей, чорне волосся та сіра шкіра.
З самого початку тролі зв'язуються з дітьми, аби попередити їх про небезпеку, яку містить у собі гра Sburb, але вибраний ними спосіб спілкування провокує дітей не на дружнє, а на вороже ставлення. Тролі знаходяться в іншому часі, ніж діти (їхній час тече в іншому напрямі), і в результаті часових парадоксів трапляється багато кумедних, але необхідних для розуміння сюжету ситуацій.
1. Арадія Мегідо (англ. Aradia Megido, apocalypseArisen) (овен) — повсталийАпокаліпсис. Арадія енергійна дівчина, яка не боїться смерті. Хай вона і може здатися іноді моторошною, вона насправді дуже добра.
2. Таврос Нітрам (англ. Tavros Nitram, adiosToreador) (тілець) — адьйосТореадор. Тавросу бракує сміливості, щоб постояти за себе, через що він і прикован до інвалідної коляски через Вріску. Він щиро вірить у Руфіо з Капітана Гака і Пупа Пена, який є посиланням на Пітера Пена. Він часто говорить, як в себе вірить і наскільки він сміливий, що, звісно, не є правдою.
3. Солукс Каптор (англ. Sollux Captor, twinArmageddons) (близнюки) — подвійнийАрмагедон. Солукс дуже полюбляє подвійність: він має два різних взуття, два різних ока, два різних набори рогів, два різних сно-я, і т.д. Він песиміст, але знає, що пройшовши через труднощі, його друзі стануть сильнішими.
4. Каркат Вантас (англ. Karkat Vantas, carcinoGeneticist) (рак) — карценоГенетик. Каркат і може спочатку здатися дуже агресивним, але він дуже піклується про своїх друзів і ніколи їх не обзиває. Окрім Вріски. Символізує друге пришестя Христа.
5. Непета Леійон (англ. Nepeta Leijon, arsenicCatnip) (лев) — миш'яковаМ'ята. Непета, по словам Ендрю Гассі, додатковий троль, і не дуже її любить, з чим не погоджується більшість фанатів. Непета отримала таку славу через її простий і милий характер.
6. Каная Мар'ям (англ. Kanaya Maryam, grimAuxiliatrix) (діва) — похмурийПомічник. Каная буквально мати наступного покоління тролів. Її місія полягає в доставці родосфери в безпечне місце на планету, що готова бути заселена новими тролями. Каная дуже стриманий і ввічливий троль, що завжди допоможе друзям і помститься за них в скрутний момент.
7. Терезі Пайроп (англ. Terezi Pyrope, gallowsCalibrator) (терези) — гільйотиновийКалібровщик. Терезі єхидний і розумний троль, що знає, як і де треба потягнути, щоб катування пройшло успішно.
8. Вріска Серкет (англ. Vriska Serket, arachnidsGrip) (скорпіон) — павучаХватка. Вріска активно булить Тавроса, часто обзиває його і винувата в його інвалідності. Вона дуже агресивний і "стервозний" троль.
9. Еквіус Заххак (англ. Equius Zahhak, centaurusTesticle) (стрілець) — кентавроваМошонка. Еквіус має ледве нездорову пристрасть до конів. Він комічно сильний аж так, що він кожен раз, як намагався стріляти з лука, ламав його.
10. Ґамзі Макара (англ. Gamzee Makara, terminallyCapricious) (козоріг) — смертельноКапризний. Ґамзі хоча і на перший погляд спокійний троль, що знищує будь-яку лють в інших, може бути дуже агресивним, коли тверезий. Він сильно пов'язаний з субкультурою джаґґало.
11. Ерідан Ампора (англ. Eridan Ampora, caligulasAquarium) (водолій) — калігулівАкваріум. Ерідан дуже капризний і просто ніяк не може без конфліктів і суперечок. Вважає, що всі тролі нижче по гемоспектру (тобто всі інші окрім Фефері) гірші за нього.
12. Фефері Пейшес (англ. Feferi Peixes, cuttlefishCuller) (риби) — колекціонеркаКаракатиць. Миролюбива майбутня королева Альтернії. Ненавидить систему каст тролів і хоче її переробити, щоб всі жили в злагоді.

Зв'язок між дітьми та тролями здійснюється через інтернет. Для дітей це чат «Дістань кореша», для тролів — «Троліан». Спочатку тролі починають діставати дітей в їхньому чаті, чим викликають негативне ставлення до себе. В результаті це призводить до труднощів у спілкуванні (діти тривалий час не вірять тролям, які щиро хочуть їм допомогти).
Також існує друга пачка тролів, яких також 12, і які так само відповідають певному знаку зодіаку:
1. Дамара Мегідо (англ. Damara Megido) (овен). Дамара розмовляє "трольською японською", яка є англійською, проведеною через Google перекладач. Вона любить тролити своїх друзів, що не знають японської, кажучи різні "брудні" речі про них і себе.
2. Руфіо Нітрам (англ. Rufioh Nitram) (телець). Руффіо Нітрам називає всіх жінок "лялечками". Він є дуже вічливим і приємним для розмови тролем. В Let's Read Homestuck від Voxus на YouTube його озвучив Данте Баско, з персонажа якого Руффіо і змальований.
3. Мітуна Каптор (англ. Mituna Captor) (близнюки). Мітуна найнезрозуміліший з тролів, що говорить, заміняючи більшість літер на цифри. Він також найнеадекватніший з тролів: багато матюкається, швидко змінює емоції і голосно кричить. Не зважаючи на це, він дуже добрий друг. Він повинен бути пародією на користувачів 4chan.
4. Канкрі Вантас (англ. Kankri Vantas) (рак). Канкрі є пародією на тих людей, що будуть втручатися в розмову при будь-якій можливості, коли щось може бути образливим для будь-кого, думаючи, що вони герої.
5. Меулін Леійон (англ. Meulin Leijon) (лев). Меулін є глухою пародією на те, як фанати неправильно інтерпретують Непету.
6. Поррім Мар'ям (англ. Porrim Mayram) (діва).
7. Латула Пайроп (англ. Latula Pyrope) (терези). Латула є доволі закомплексованим в собі тролем, що ховає своє справжнє лице під маскою геймерши.
8. Аранея Серкет (англ. Aranea Serket) (скорпіон). Аранея любить вчитися і вчити. Вона дуже багато розмовляє, що може доводити інших тролів до сказу.
9. Хорусс Заххак (англ. Horuss Zahhak) (стрілець). Хорусс має нездорову пристрасть до конів і їхніх геніталій.
10. Курлоз Макара (англ. Kurloz Makara) (козоріг). Курлоз Макара — німий клоуноподібний троль, що спілкується за допомогою жестової мови і гіпнозу.
11. Кронос Ампора (англ. Cronus Ampora) (водолій). Кронус це найгірший персонаж Homestuck від морської милі. Будь-які запитання?[7]
12. Міна Пейшес (англ. Meenah Peixes) (риби). Мііна завжди гониться за грошима, навіть тоді, коли вони не мають сенсу. Саме вона продала Ендрю Гассі кільце за гроші, що він отримав з Kickstarter для пригодницької гри по Homestuck.

### Інші персонажі
Світ Стратосфери є також домом для багатьох незвичайних істот: живих шахових фігур; тварин, унікальних для кожного зі світів; таких же унікальних чудовиськ. Найважливішими із цих персонажів є королі та королеви чорної та білої сторін, а також агент чорної сторони Джек Нуар. Згідно з сюжетом кожної гри, біла сторона починає програвати, і Джек Нуар або допомагає гравцям, або діє заради власної вигоди. У тому сеансі, в якому опинилися діти та тролі Homestuck, стався другий варіант, і Джек Нуар через збіг обставин став злим і наймогутнішим створінням у світі, з яким борються головні персонажі.
Також існують персонажі, що виступають охоронцями героїв: у кожного з тролів є так звані «лусуси» — істоти, які з'являються на світ разом із тролями і помирають, коли тролі готові до дорослого життя, у дітей — це їхні родичі (батько Джона, мама Роуз, брат Дейва та пес Джейд, який грає ключову роль у подальших подіях).

## Особливості всесвіту
- Квадранти — структуризація романтичних взаємин у спільноті тролів, прив'язана до чотирьох мастей карт.
  - Чирва — пристрасне кохання (мейтспрітшип). Аналог людського кохання.
  - Дзвінка — доброзичливість (мойрелідженс). Близька дружба та взаємини близькі до тих, які можуть відчувати брати та сестри. На відміну від платонічних стосунків чи дружби, головним аспектом доброзичливості є врівноваження та стримання одним із партнерів агресивних поривів іншого.
  - Жир — прийнятне перемир'я (ауспістицизм). Це не любовний трикутник, а ситуація, коли третій троль допомагає врівноважити двох інших у випадку, коли їхні стосунки загрожують летальними наслідками.
  - Вино — згубна ворожнеча (кисмесізизм). Кровна ворожнеча і взаємна ненависть, яка при цьому має на увазі сексуальну привабливість.
- Відра — асоціюються у тролів із тим, із чим у людей асоціюється секс. Гассі уникає опису подробиць процесу розмноження тролів.
- Каскад (англ. Cascade) — 14-хвилинний flash-ролик, який завершує сюжет п'ятого акту. Ролик було розміщено на популярному сайті Newgrounds, проте навіть такий сайт не витримав напливу відвідувачів, і вже через сім хвилин після завантаження ролика сайт впав.
- Нумерологія — у коміксі часто повторюються деякі цифри.
  - 413 — 13 квітня — день офіційного старту коміксу. Найчастіше трапляється на таймерах зворотнього відліку.
  - 612 — 12 червня — перша сторінка про тролів. Відіграє для тролів ту саму роль, яку для людей відіграє 413.
  - 1025 — 25 жовтня — дата появи Каскаду. Також 413 + 612 = 1025.
  - 11.11.11 — дата початку Акту 6 і поява першою сторінки із «новими дітьми». На новій Землі означає те ж саме, що 413.
- Jegus і Gog (від Jesus і God) — так іноді називають людських святих. Насправді це локальний жарт Дейва, що неправильно зрозуміли деякі тролі.
- ГоНк (англ. HoNk) — звуконаслідування клаксону, яким Ґамзі супроводжує кожну розмову.
- Усі X. Усіх їх. (англ. All the X. All of them.) — фраза, що характеризує повну наявність чи відсутність певних предметів. Найчастіше її вживає Вріска.
- Цей довбаний гарбуз — у коміксі постійно з'являються і зникають гарбузи.
- Режим героя / Режим злодія — трапляється, коли безрукі персонажі отримують антропоморфність. Є одною з трьох основних стилістик коміксу.

## Саундтрек
Саундтрек Гомстака нараховує понад 20 альбомів, створених в основному із треків, що звучать у флеш-анімаціях та їхніх реміксів. Музику для Гомстака пишуть демосценери. Із відомих композиторів варто відзначити Тобі Фокса та Сета Пілле.
У 2010 році стався скандал, пов'язаний із саундтреком. Композитор Біллі Болін написав близько двадцяти мелодій для Гомстака, які визнано вважаються найкращими у перших чотирьох альбомах. Його музика уже звучала у 9 флеш-анімаціях, а коли Гассі виклав десяту, то виявилося, що там був тільки чорновий матеріал, який взагалі не повинен був публікуватися. Незважаючи на те, що Гассі попереджав, що має право вільно використовувати отримані ним матеріали, Болін розлютився, влаштував сварку на офіційному форумі та став вимагати від Гассі вибачень. Вже наступного дня Боліна звільнили з Music Team, вирізали усю його музику із анімацій та з офіційних релізів альбомів.

## Фан-спільнота

Косплеєри Homestuck на Gen con 2011

Лорен Рей Орсіні описала розміри фандому Homestuck, заявивши, що на сайт MS Paint Adventure щодня приходить «мільйон унікальних відвідувачів». Прикладом масштабності фан-спільноти Homestuck може служити той факт, що коли Гассі завантажив флеш-анімацію «Каскад» на популярний ігровий сайт Newgrounds, його сервери рухнули від потоку відвідувачів. Актор Данте Баско є відомим прихильником комікса. Його друзі змушували його прочитати Homestuck, стверджуючи, що там є персонаж Руфіо, якого Баско грав у фільмі Капітан Гак. В результаті Баско подружився з Ендрю Гассі, і в Homestuck з'явився новий персонаж — Руфійо, який має «характер та стиль письма Баско».
Коли у липні 2012 року було оголошено про тимчасове припинення оновлення коміксу, фани почали створювати підробні скріншоти вигаданої аніме-версії Homestuck, при чому на деяких навіть були субтитри та логотипи японських телеканалів.
Крім цього, фанатами було створено власний вікі-ресурс, у якому детально описуються усі явища, події, персонажі та все, що стосується Гомстака та інших коміксів MS Paint Adventures.

## Критика
Журналіст The Daily Dot Лорен Рей Орсіні, в інтерв'ю з Ендрю Гассі поцікавилася у нього, чи він досі вважає, що Гомстак знаходиться під його контролем, незважаючи на величезну аудиторію, понад 5000 сторінок та 128 персонажів. Гассі відповів, що сюжет цілком під його контролем, але те, що відбувається навколо коміксу, «не є і ніколи не було під його контролем».
Канал Idea Channel порівняв Homestuck із Уліссом Джеймса Джойса через складність сюжету та необхідність логічного і прийнятного завершення, називаючи його як один із прикладів зусилля аргументації.
Браян Лі О'Меллі, творець серії коміксів Скотт Пілігрим, так відгукнувся про Гомстак: «Це масштабний приклад спритної і довготривалої серіалізованої оповіді. Він чудово написаний і дуже продуманий. Він має, що розказати».

## Переклад українською
За весь час існування Homestuck, було декілька спроб перекласти його українською мовою: Перша спроба почалася 11 листопада 2021 року. Над цим перекладом працювала одна людина, ebis на MS Paint Fan Adventures. В останнє він оновився 29 квітня 2022 року, сумарно переклавши 30 сторінок.
Друга спроба почалася 9 квітня 2022 року. Над перекладом у цей раз працювало 3 людини: Maleva, Andrew та povze на MS Paint Fan Adventures. В останнє він оновлювався 14 жовтня 2022 року, сумарно переклавши 252 сторінок. Варто відзначити, що у перекладу був свій Youtube-канал, на якому були викладені всі Flash-анімації, які були використані в перекладі. Що дивно, тому що саме вони не були перекладені.
Третя спроба (також відома як «ГоумсТАК») почалася у серпні 2022 року. Перекладачі пообіцяли, що переклад стане публічним після повного його закінчення. На стан 23 червня 2024 року, від них немає жодних оновлень прогресу. На відміну від інших перекладів, які гостилися або гостяться на MS Paint Fan Adventure, цей мав окремий сайт, який зараз вже не існує. Прикріплене посилання веде на першу сторінку перекладу, єдину архівовану сторінку.
Четверта спроба розпочалася користувачем Gexados на MS Paint Fan Adventures 4 вересня 2023 року. На стан 23 червня 2024 року, у команді перекладачів працюють 3 людини: WeatherForTomorrow, cleverPhilologist та cuddlybat та вже перекладено 1190 сторінок.
Жодна з версій перекладу українською не використовує метод оповіді від другої особи, як це є в оригіналі.